# Lina Hedlund
Lina Maria Hedlund (28 de marzo de 1978, Bollnäs, Suecia) es una cantante sueca, miembro del conocido grupo de pop sueco Alcazar. También es conocida como intérprete solista.

## Carrera
Ha participado varias veces en el conocido Melodifestivalen; en 2002 junto a su hermana, la también cantante Hanna Hedlund, con la canción "Big Time Party"; en 2003 como solista; en 2009, 2010 y 2014 como miembro del trío pop Alcázar; y en 2019 otra vez como solista y llegando a la final. A finales de 2003, Lina publicó su sencillo "Lady Bump".
En 2007, Hedlund se unió al grupo pop Alcázar tras la salida del mismo de los cantantes Magnus Carlsson y Annika Kjærgaard; su primer concierto con el grupo tuvo lugar en el nightclub "G-A-Y" en Londres. Su primer sencillo ya como parte de Alcázar fue "We Keep On Rockin". En 2011 Hedlund tuvo su primera aparición como presentadora de televisión en el concurso musical "Copycat Singers", emitido por la TV3.
El 3 de septiembre de 2019, Hedlund fue anunciada como presentadora del Melodifestivalen 2020 junto con David Sundin y Linnea Henriksson.

## Vida personal
Lina y su pareja Nassim Al Fakir tienen dos hijos: Tilo, nacido el 20 de marzo de 2012, y Eide, nacido el 6 de octubre de 2016.

## Discografía

### Singles
| Título           | Año  | Posición | Álbum   |
| Título           | Año  | SWE      | Álbum   |
| ---------------- | ---- | -------- | ------- |
| "Big Time Party" | 2002 | –        | Singles |
| "Lady Bump"      | 2003 | –        | Singles |
| "Victorious"     | 2019 | 28       | Singles |